# George M. Chilcott

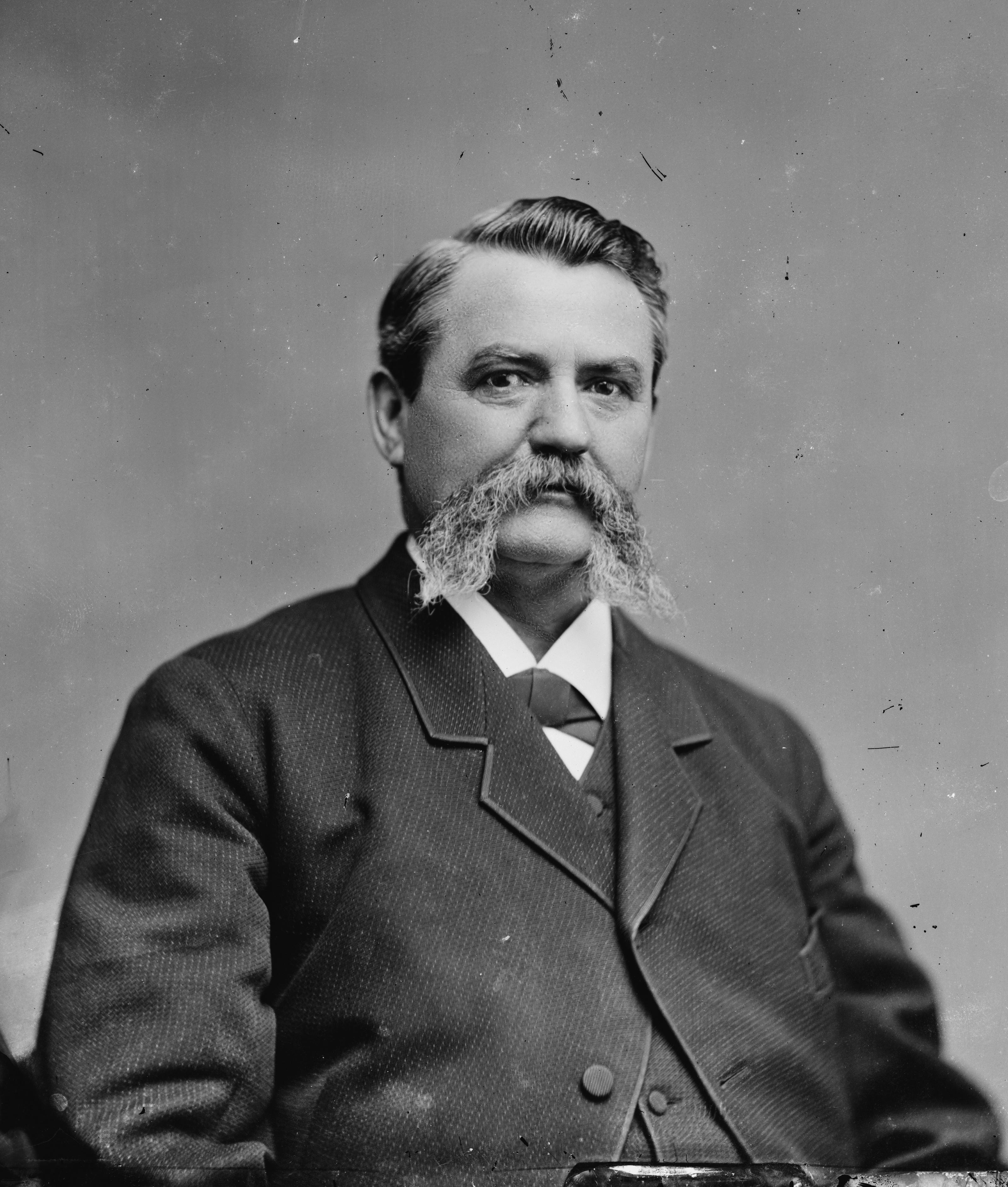
George M. Chilcott

George Miles Chilcott (* 2. Januar 1828 bei Cassville, Huntingdon County, Pennsylvania; † 6. März 1891 in St. Louis, Missouri) war ein US-amerikanischer Politiker, der den Bundesstaat Colorado im US-Senat vertrat.
Der aus Pennsylvania stammende George Chilcott zog mit seinen Eltern 1844 ins Jefferson County in Iowa. Dort studierte er bis 1850 Medizin. 1853 wurde er Sheriff des Jefferson County; drei Jahre später siedelte er ins Nebraska-Territorium über. Dort betätigte er sich als Mitglied des territorialen Repräsentantenhauses erstmals politisch. 1859 ließ er sich schließlich im Colorado-Territorium nieder, wo er 1861 für eine einjährige Amtsperiode Mitglied des Territorialrates wurde. Er studierte dort auch die Rechtswissenschaften und wurde 1863 in die Anwaltskammer aufgenommen, woraufhin er bis 1867 als Notar für das United States Land Office arbeitete.
In diesem Jahr zog er dann für die Republikaner als Delegierter des Colorado-Territoriums ins US-Repräsentantenhaus ein, wo er bis 1869 verblieb; in der Folge trat er wieder dem Territorialrat bei. Nach der Gründung des Bundesstaates Colorado gehörte er 1878 dessen Repräsentantenhaus an. Am 17. April 1882 trat er dann im US-Senat die kommissarische Nachfolge des zurückgetretenen Henry Moore Teller an. Er schied am 27. Januar 1883 wieder aus dem Senat aus und zog sich danach aus der Politik zurück.